# 休斯頓 (喬治亞州)
休斯敦（英語：Houston）是位於美國喬治亞州赫德縣的一個非建制地區。該地的面積和人口皆未知。

## 地理
休斯敦的座標為33°09′34″N 85°08′16″W / 33.15944°N 85.13778°W，而該地的平均海拔高度為254米（即833英尺）。